# Aleksander Zawadzki (1859–1926)
Aleksander Zawadzki, pseudonim Ojciec Prokop (ur. 1859 w Wilnie, zm. 23 listopada 1926) – polski działacz polityczny i społeczny, jeden z organizatorów Ligi Narodowej w Szwajcarii.

## Życiorys

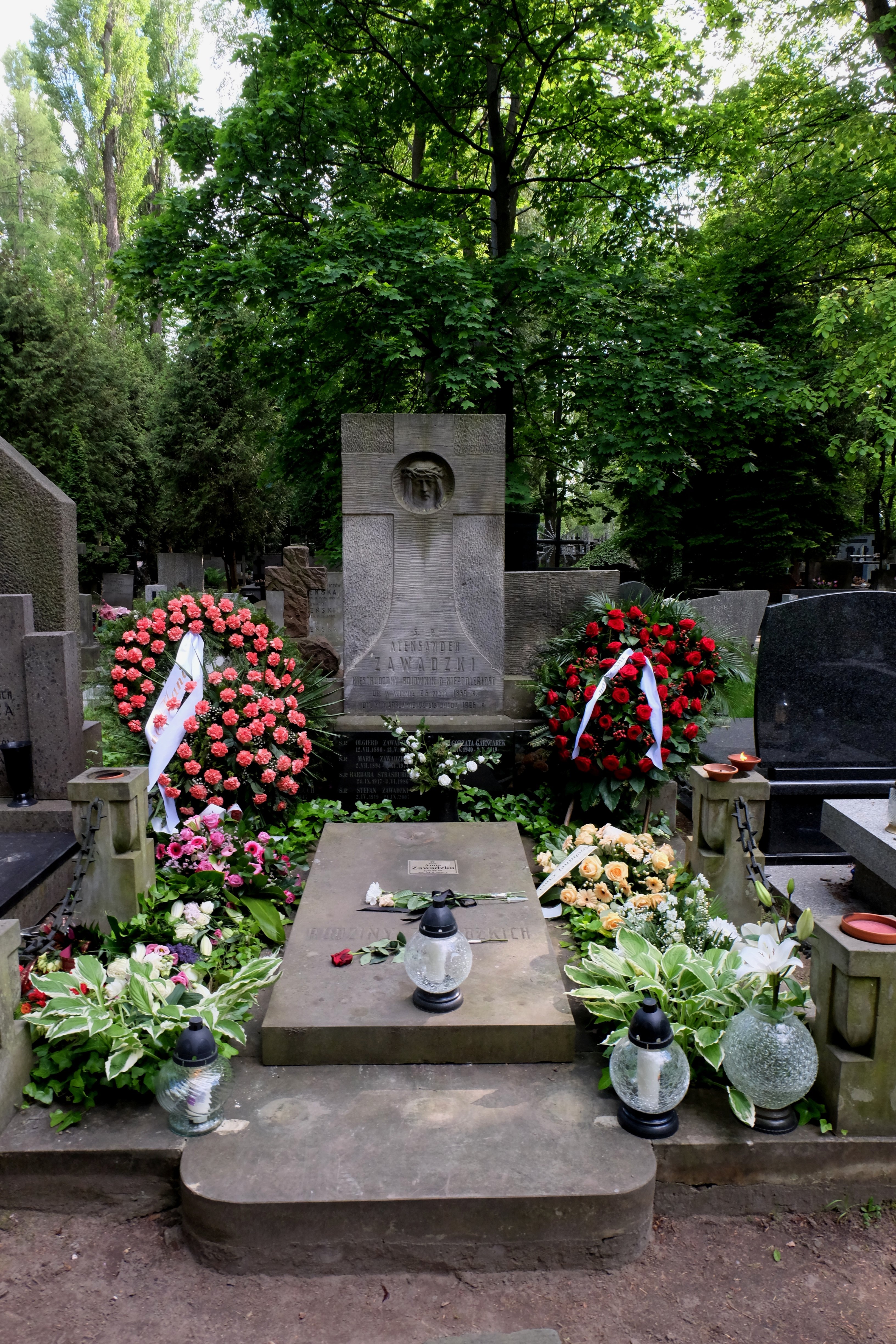
Grób Aleksandra Zawadzkiego na Cmentarzu Wojskowym na Powązkach w Warszawie

Urodził się 20 maja 1859 r. w Wilnie, w rodzinie ziemiańskiej. Syn Antoniego i Franciszki z Rościszewskich, Jego rodzice za udział w powstaniu styczniowym zostali zesłani na Syberię. Opiekę nad nim sprawowali prawdopodobnie członkowie dalszej rodziny. Studia odbywał w Akademii Medyko-Chirurgicznej w Petersburgu.
Sympatyzował początkowo z ideami socjalistycznymi, które próbował przenieść na grunt wileński, działając w latach 1874—1877 w lokalnej gminie socjalistycznej. Od marca 1878 współorganizował wraz z Ludwikiem Waryńskim i Stanisławem Mendelsonem pierwsze kółka socjalistyczne w Warszawie. Zatrzymany przez policję, a następnie osadzony w X Pawilonie Cytadeli warszawskiej. W procesie za agitację socjalistyczną (tzw. sprawa 137 osób) został w kwietniu 1880 r. skazany i zesłany do Syberii Zachodniej. W 1881 uciekł z zesłania na teren Galicji.
W latach 1882–1885 był jednym z aktywniejszych działaczy socjalistycznych na terenie Lwowa, Krakowa i Genewy. W 1881 w Genewie zbliżył się do grupy Bolesława Limanowskiego, w której działał także Zygmunt Balicki. Wydał wówczas wraz z nimi Odezwę Stowarzyszenia Socjalistycznego „Lud Polski”, zawierającą pierwszy po klęsce powstania 1863 r. program niepodległościowy. W Krakowie razem z Z. Balickim prowadził skuteczną agitację wśród studentów Uniwersytetu i Szkoły Sztuk Pięknych. Do założonej przez niego krakowskiej gminy socjalistycznej, próbującej godzić patriotyzm z radykalizmem społecznym, należeli m.in. Jacek Malczewski, Jan Gwalbert Pawlikowski, oraz T. Jenda. Wydawali oni własny organ „Przyszłość”, którego Zawadzki był współorganizatorem. W styczniu 1884 r. ożenił się z Ludwiką Jadwigą Wysłouch, młodszą siostrą Bolesława Wysłoucha, po czym oboje wyjechali do Szwajcarii. Chciał powrócić do kraju, co jednak uniemożliwiała mu ucieczka z zesłania. Stąd powrócił dobrowolnie na Syberię i w latach 1885-1892 odbył resztę kary.
Po powrocie z zesłania włączył się w prace Towarzystwa Oświaty Ludowej i Stowarzyszenia „Łączność”. Po powstaniu w 1893 Ligi Narodowej wszedł do jej Komitetu Centralnego.  Od 1903 r. wchodził do redakcji tajnego pisma Ligi „Polak”, współpracował także z „Zorzą”. W latach 1898–1905 był głównym organizatorem w okręgu lubelskim Towarzystwa Oświaty Narodowej jako członek jego Zarządu Głównego. Zorganizował w 1896 „Collegium Secretum”, przez które zachęcał księży do niesienia wszechstronnej pomocy niegdyś unickiej ludności na terenach Podlasia i Chełmszczyzny. W 1903 powołał także do życia a potem został przywódcą Towarzystwa Opieki nad Unitami. Jako legendarny „Ojciec Prokop” przemierzał w przebraniu księdza Podlasie i Chełmszczyznę niosąc pomoc „opornym” unitom. W 1899 był współzałożycielem, a następnie do 1908 członkiem Zarządu Głównego Towarzystwa Nauczycieli Szkół Ludowych Królestwa i Litwy. W latach 1905–1908 członek Zarządu Głównego Macierzy Szkolnej Królestwa Polskiego. Jesienią 1906 był założycielem Warszawskich Kursów Pedagogicznych, przeznaczonych dla strajkującej młodzieży seminariów nauczycielskich. Istotną częścią jego aktywności politycznej było wydawanie, redagowanie i kolportażu pism związanych z obozem narodowym, m.in. „Przeglądu Wszechpolskiego” oraz „Polaka”.
W roku 1908 wraz z grupą działaczy (czasopismo „Polska”) wystąpił z Ligi Narodowej, tworząc tzw. Frondę Zawadzkiego, przekształconą w 1912 w Narodowy Związek Chłopski, którego został prezesem. Był organizatorem, współwydawcą i redaktorem organów NZCh m.in. takich pism jak  „Polska”, „Lud Polski”, „Gazeta Ludowa”, „Gromada”, „Bartosz”. Reprezentował Związek w Komisji Skonfederowanych Stronnictw Niepodległościowych. W tym okresie w sporach orientacyjnych zajmował zdecydowanie antyrosyjskie stanowisko i był zwolennikiem orientacji na Austro-Węgry. Po wybuchu I wojny światowej wszedł jako reprezentant NZCh w 1914 r. najpierw do Zjednoczenia Organizacji Niepodległościowych, a następnie do Konfederacji Narodowej Polskiej, Od sierpnia 1915 działał w  Komitecie Naczelnym Zjednoczonych Stronnictw Niepodległościowych. Od grudnia 1915, nie zgadzając się na wejście NZCh do Polskiego Stronnictwa Ludowego, wraz z nieliczną grupą swych zwolenników kontynuował do lutego 1917 działalność pod starą nazwą. W tym okresie opowiadał się za rozwiązaniem sprawy polskiej w oparciu o Niemcy, zaś jego germanofilskie wypowiedzi skompromitowały go w oczach opinii publicznej Królestwa Polskiego. W latach 1917–1918 w działał w Zjednoczeniu Ludowym. Po 1918 odsunął się od życia politycznego. Pochowany na cmentarzu Powązki Wojskowe w Warszawie (kwatera A16-5-7/8).
Aleksander ze związku z Ludwiką miał dwóch synów: Witolda (1890–1967) i Bolesława (1892–1941).